# Comuna Molocine, Sakî
Molocine (în ucraineană Молочне) este o comună în raionul Sakî, Republica Autonomă Crimeea, Ucraina, formată din satele Abrîkosivka, Molocine (reședința) și Vitîne.

## Demografie
Componența lingvistică a comunei Molocine
     Rusă (68,06%)
     Ucraineană (17,4%)
     Tătară crimeeană (13,48%)
     Alte limbi (0,39%)
Conform recensământului din 2001, majoritatea populației comunei Molocine era vorbitoare de rusă (68,06%), existând în minoritate și vorbitori de ucraineană (17,4%) și tătară crimeeană (13,48%).